# Souprosse
Souprosse (Sopròssa, en occitan) est une commune française située dans le département des Landes en région Nouvelle-Aquitaine.

## Géographie

### Localisation
Commune située dans les Landes de Gascogne.
| - OpenStreetMap Limite communale. |

### Communes limitrophes
Les communes limitrophes sont Cauna, Gouts, Lamothe, Le Leuy, Meilhan, Mugron, Nerbis, Tartas et Toulouzette.
| Tartas | Meilhan   | Le Leuy            |
| Gouts  | Souprosse | Lamothe            |
| Mugron | Nerbis    | Cauna, Toulouzette |

### Hydrographie
Les ruisseaux du Gaillou et du Moulin de Bordes, affluents droit de l'Adour, prennent leur source sur la commune, alors que le ruisseau du Houniou, affluent droit du même fleuve, conflue sur la commune.

### Climat
Pour des articles plus généraux, voir Climat de la Nouvelle-Aquitaine et Climat des Landes.
Historiquement, la commune est exposée à un climat océanique aquitain.  
En 2020, Météo-France publie une typologie des climats de la France métropolitaine dans laquelle la commune est exposée à un climat océanique et est dans la région climatique  Aquitaine, Gascogne, caractérisée par une pluviométrie abondante au printemps, modérée en automne, un faible ensoleillement au printemps, un été chaud (19,5 °C), des vents faibles, des brouillards fréquents en automne et en hiver et des orages fréquents en été (15 à 20 jours).
Pour la période 1971-2000, la température annuelle moyenne est de 13,1 °C, avec une amplitude thermique annuelle de 14,1 °C. Le cumul annuel moyen de précipitations est de 1 087 mm, avec 11,7 jours de précipitations en janvier et 7,8 jours en juillet. Pour la période 1991-2020, la température moyenne annuelle observée sur la station météorologique la plus proche, située sur la commune de Bégaar à 12 km à vol d'oiseau, est de 13,8 °C et le cumul annuel moyen de précipitations est de 1 114,1 mm,. Pour l'avenir, les paramètres climatiques de la commune estimés pour 2050 selon différents scénarios d’émission de gaz à effet de serre sont consultables sur un site dédié publié par Météo-France en novembre 2022.

## Urbanisme

### Typologie
Au 1er janvier 2024, Souprosse est catégorisée commune rurale à habitat très dispersé, selon la nouvelle grille communale de densité à sept niveaux définie par l'Insee en 2022.
Elle est située hors unité urbaine. Par ailleurs la commune fait partie de l'aire d'attraction de Mont-de-Marsan, dont elle est une commune de la couronne,. Cette aire, qui regroupe 101 communes, est catégorisée dans les aires de 50 000 à moins de 200 000 habitants,.

### Occupation des sols

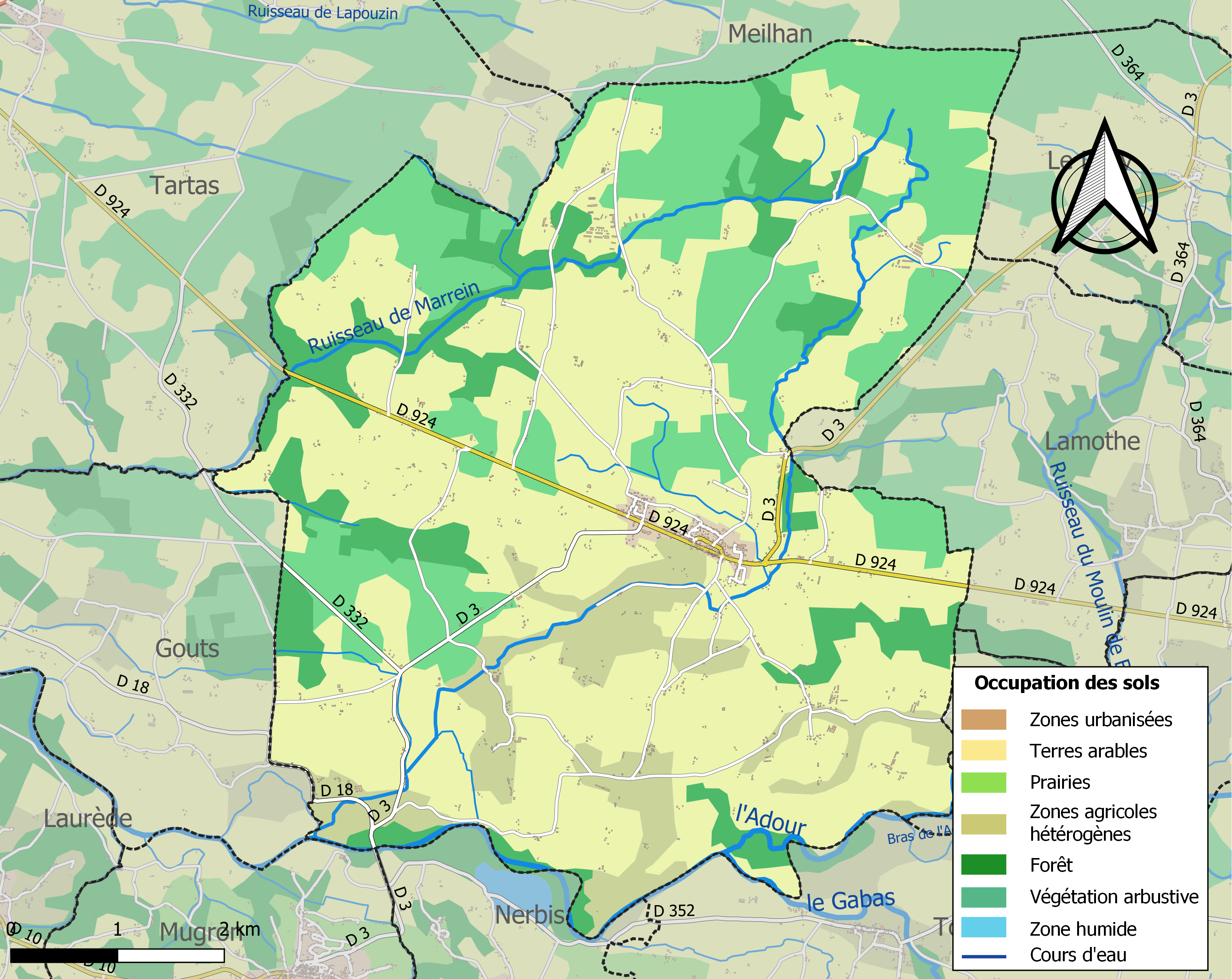
Carte des infrastructures et de l'occupation des sols de la commune en 2018 (CLC).

L'occupation des sols de la commune, telle qu'elle ressort de la base de données européenne d’occupation biophysique des sols Corine Land Cover (CLC), est marquée par l'importance des territoires agricoles (65 % en 2018), en augmentation par rapport à 1990 (61 %). La répartition détaillée en 2018 est la suivante : 
terres arables (55,8 %), milieux à végétation arbustive et/ou herbacée (22,1 %), forêts (12 %), zones agricoles hétérogènes (9,2 %), zones urbanisées (0,9 %). L'évolution de l’occupation des sols de la commune et de ses infrastructures peut être observée sur les différentes représentations cartographiques du territoire : la carte de Cassini (XVIIIe siècle), la carte d'état-major (1820-1866) et les cartes ou photos aériennes de l'IGN pour la période actuelle (1950 à aujourd'hui).

### Voies de communication et transports

#### Voies
| 74 odonymes recensés à Souprosse au 20 janvier 2014 | 74 odonymes recensés à Souprosse au 20 janvier 2014 | 74 odonymes recensés à Souprosse au 20 janvier 2014 | 74 odonymes recensés à Souprosse au 20 janvier 2014 | 74 odonymes recensés à Souprosse au 20 janvier 2014 | 74 odonymes recensés à Souprosse au 20 janvier 2014 | 74 odonymes recensés à Souprosse au 20 janvier 2014 | 74 odonymes recensés à Souprosse au 20 janvier 2014 | 74 odonymes recensés à Souprosse au 20 janvier 2014 | 74 odonymes recensés à Souprosse au 20 janvier 2014 | 74 odonymes recensés à Souprosse au 20 janvier 2014 | 74 odonymes recensés à Souprosse au 20 janvier 2014 | 74 odonymes recensés à Souprosse au 20 janvier 2014 | 74 odonymes recensés à Souprosse au 20 janvier 2014 | 74 odonymes recensés à Souprosse au 20 janvier 2014 | 74 odonymes recensés à Souprosse au 20 janvier 2014 |
| Allée                                               | Avenue                                              | Bld                                                 | Chemin                                              | Cité                                                | Impasse                                             | Passage                                             | Place                                               | Promenade                                           | Rd-point                                            | Route                                               | Rue                                                 | Square                                              | Villa                                               | Autres                                              | Total                                               |
| --------------------------------------------------- | --------------------------------------------------- | --------------------------------------------------- | --------------------------------------------------- | --------------------------------------------------- | --------------------------------------------------- | --------------------------------------------------- | --------------------------------------------------- | --------------------------------------------------- | --------------------------------------------------- | --------------------------------------------------- | --------------------------------------------------- | --------------------------------------------------- | --------------------------------------------------- | --------------------------------------------------- | --------------------------------------------------- |
| 0                                                   | 4                                                   | 0                                                   | 47                                                  | 0                                                   | 0                                                   | 0                                                   | 3                                                   | 0                                                   | 0                                                   | 15                                                  | 0                                                   | 0                                                   | 0                                                   | 5                                                   | 74                                                  |
| Notes « N »                                         | Notes « N »                                         | 1. 2. 3.                                            | 1. 2. 3.                                            | 1. 2. 3.                                            | 1. 2. 3.                                            | 1. 2. 3.                                            | 1. 2. 3.                                            | 1. 2. 3.                                            | 1. 2. 3.                                            | 1. 2. 3.                                            | 1. 2. 3.                                            | 1. 2. 3.                                            | 1. 2. 3.                                            | 1. 2. 3.                                            | 1. 2. 3.                                            |
| Sources : rue-ville.info & OpenStreetMap            |                                                     |                                                     |                                                     |                                                     |                                                     |                                                     |                                                     |                                                     |                                                     |                                                     |                                                     |                                                     |                                                     |                                                     |                                                     |

### Risques majeurs
Le territoire de la commune de Souprosse est vulnérable à différents aléas naturels : météorologiques (tempête, orage, neige, grand froid, canicule ou sécheresse), inondations, feux de forêts, mouvements de terrains et séisme (sismicité faible). Un site publié par le BRGM permet d'évaluer simplement et rapidement les risques d'un bien localisé soit par son adresse soit par le numéro de sa parcelle.
Certaines parties du territoire communal sont susceptibles d’être affectées par le risque d’inondation par débordement de cours d'eau, notamment l'Adour, le ruisseau du Moulin de Barris, le Gabas, le ruisseau du Moulin de Bordes et le ruisseau de Marrein. La commune a été reconnue en état de catastrophe naturelle au titre des dommages causés par les inondations et coulées de boue survenues en 1989, 1991, 1999 et 2009,.
Souprosse est exposée au risque de feu de forêt. Depuis le 20 avril 2016, les départements de la Gironde, des Landes et de Lot-et-Garonne disposent d’un règlement interdépartemental de protection de la forêt contre les incendies. Ce règlement vise à mieux prévenir les incendies de forêt, à faciliter les interventions des services et à limiter les conséquences, que ce soit par le débroussaillement, la limitation de l’apport du feu ou la réglementation des activités en forêt. Il définit en particulier cinq niveaux de vigilance croissants auxquels sont associés différentes mesures,.
Les mouvements de terrains susceptibles de se produire sur la commune sont des tassements différentiels.

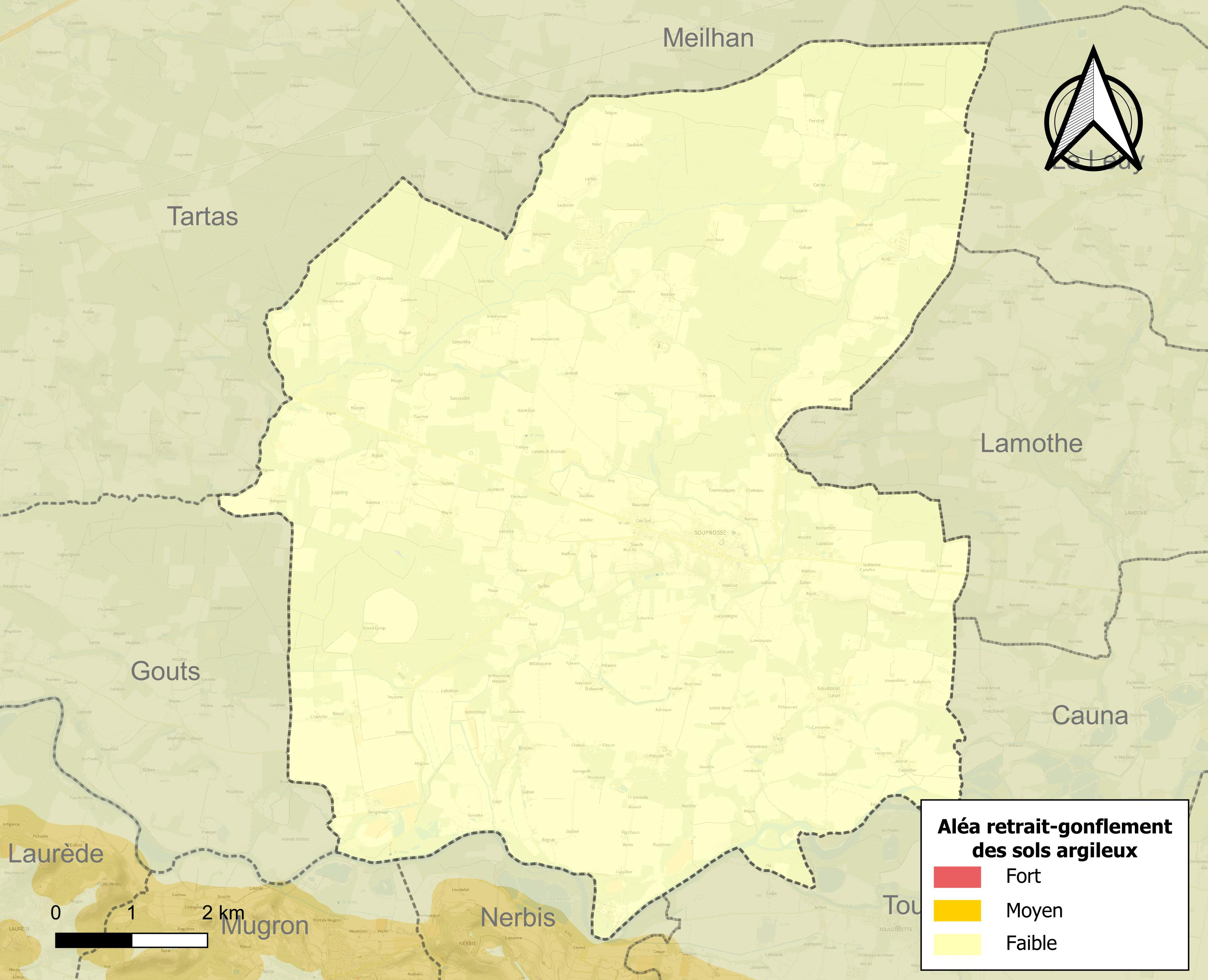
Carte des zones d'aléa retrait-gonflement des sols argileux de Souprosse.

Le retrait-gonflement des sols argileux est susceptible d'engendrer des dommages importants aux bâtiments en cas d’alternance de périodes de sécheresse et de pluie. Aucune partie du territoire de la commune n'est en aléa moyen ou fort (19,2 % au niveau départemental et 48,5 % au niveau national). Sur les 510 bâtiments dénombrés sur la commune en 2019, aucun n'est en aléa moyen ou fort, à comparer aux 17 % au niveau départemental et 54 % au niveau national. Une cartographie de l'exposition du territoire national au retrait gonflement des sols argileux est disponible sur le site du BRGM,.
Concernant les mouvements de terrains, la commune a été reconnue en état de catastrophe naturelle au titre des dommages causés par la sécheresse en 1989 et 1991 et par des mouvements de terrain en 1999.

## Histoire
Le village anciennement ceint de remparts était traversé par une rue allant d'une porte fortifiée à l'autre (la rue principale actuelle). Des vestiges de la porte Ouest ont été mis au jour à proximité immédiate de l'emplacement de l'actuel bureau de poste. Face à l'église du XIXe siècle s'élève toujours l'ancienne résidence d'été des abbés de Saint-Sever. Au fond de son parc un remarquable ensemble fortifié est typique des camps protohistoriques en terre.

## Politique et administration
| Période                                  | Période   | Identité        | Étiquette | Qualité                       |
| ---------------------------------------- | --------- | --------------- | --------- | ----------------------------- |
| mars 1983                                | mars 2008 | Edgard Bats     | PCF       |                               |
| mars 2008                                | En cours  | Christian Ducos | PS        | Technicien agro-environnement |
| Les données manquantes sont à compléter. |           |                 |           |                               |

### Jumelages
Souprosse est jumelée avec la commune de Hagenthal-le-Bas, dans le département français du Haut-Rhin, au même titre que le village voisin de Meilhan.

## Démographie
| 1793  | 1800  | 1806  | 1821  | 1831  | 1836  | 1841  | 1846  | 1851  |
| ----- | ----- | ----- | ----- | ----- | ----- | ----- | ----- | ----- |
| 1 662 | 1 602 | 1 502 | 1 781 | 1 928 | 1 894 | 1 802 | 1 836 | 1 861 |

| 1856  | 1861  | 1866  | 1872  | 1876  | 1881  | 1886  | 1891  | 1896  |
| ----- | ----- | ----- | ----- | ----- | ----- | ----- | ----- | ----- |
| 1 983 | 1 915 | 1 976 | 1 945 | 1 923 | 1 891 | 1 920 | 1 851 | 1 773 |

| 1901  | 1906  | 1911  | 1921  | 1926  | 1931  | 1936  | 1946  | 1954  |
| ----- | ----- | ----- | ----- | ----- | ----- | ----- | ----- | ----- |
| 1 712 | 1 717 | 1 621 | 1 444 | 1 405 | 1 263 | 1 261 | 1 250 | 1 209 |

| 1962  | 1968  | 1975  | 1982  | 1990  | 1999  | 2006  | 2008  | 2013  |
| ----- | ----- | ----- | ----- | ----- | ----- | ----- | ----- | ----- |
| 1 236 | 1 176 | 1 116 | 1 148 | 1 119 | 1 068 | 1 036 | 1 024 | 1 079 |

| 2018  | 2022  | - | - | - | - | - | - | - |
| ----- | ----- | - | - | - | - | - | - | - |
| 1 133 | 1 131 | - | - | - | - | - | - | - |

## Lieux et monuments

### Édifices et sites
- Église Saint-Pierre de Souprosse.
- Église Saint-Étienne de Souprosse.
- Église Notre-Dame de Goudosse.
- Lavoir Houn de Loc, bâti vers 1890 et restauré en 1950. Dispose d'un grand bac de lavage et trois de rinçage.
- Arènes.

### Galerie

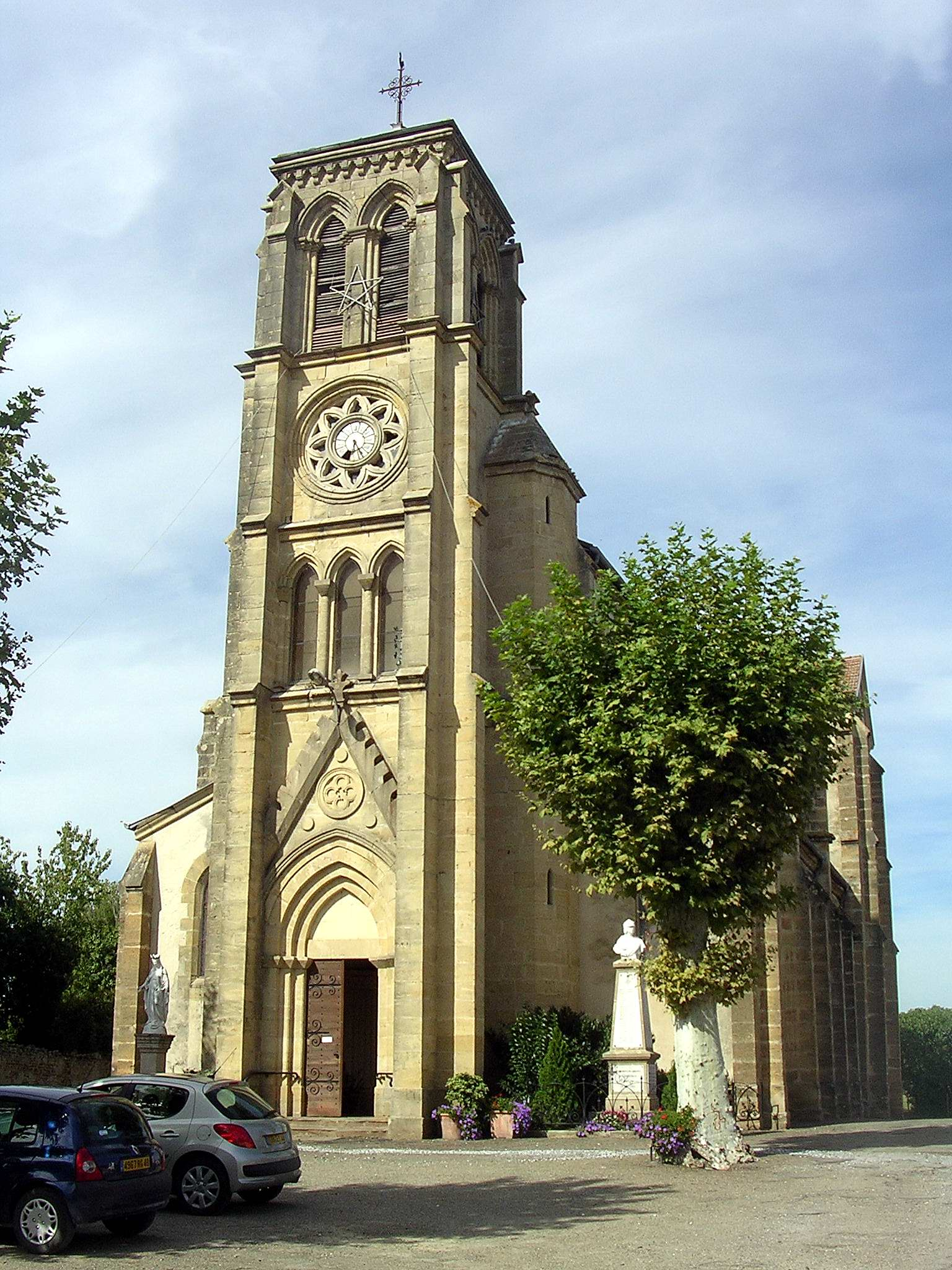
Église Saint-Pierre de Souprosse.
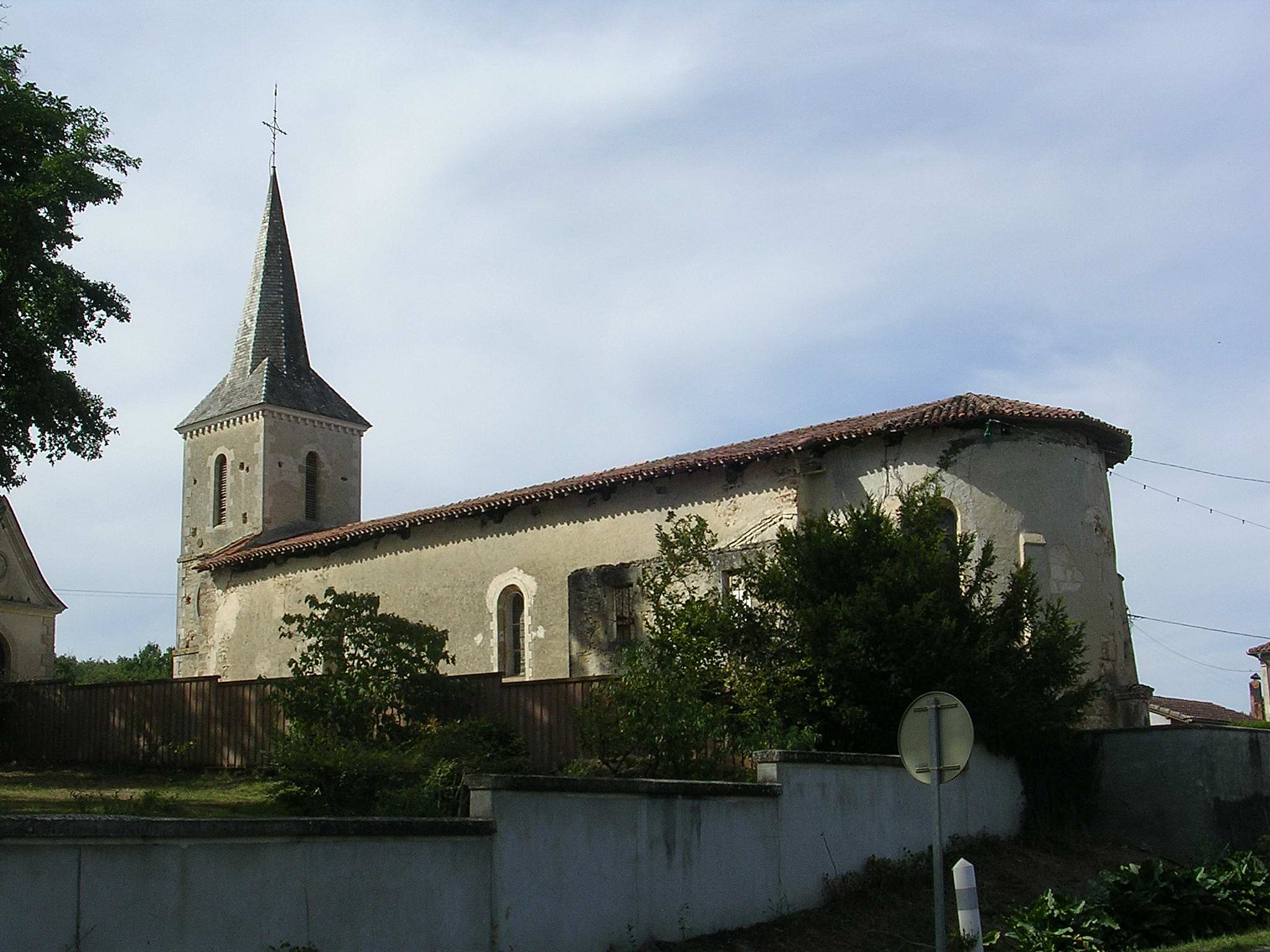
Église Saint-Étienne.
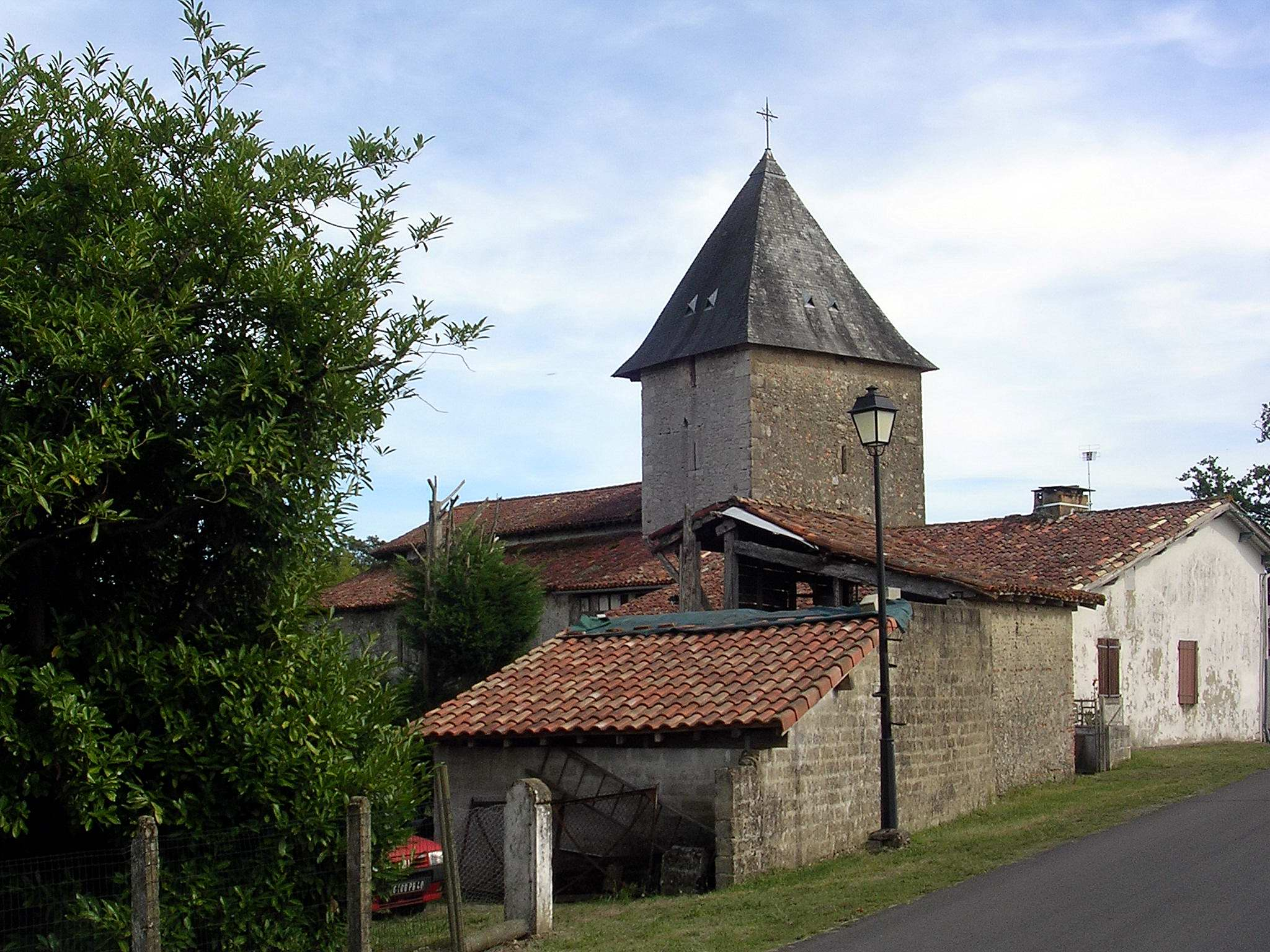
Église Notre-Dame de Goudosse.
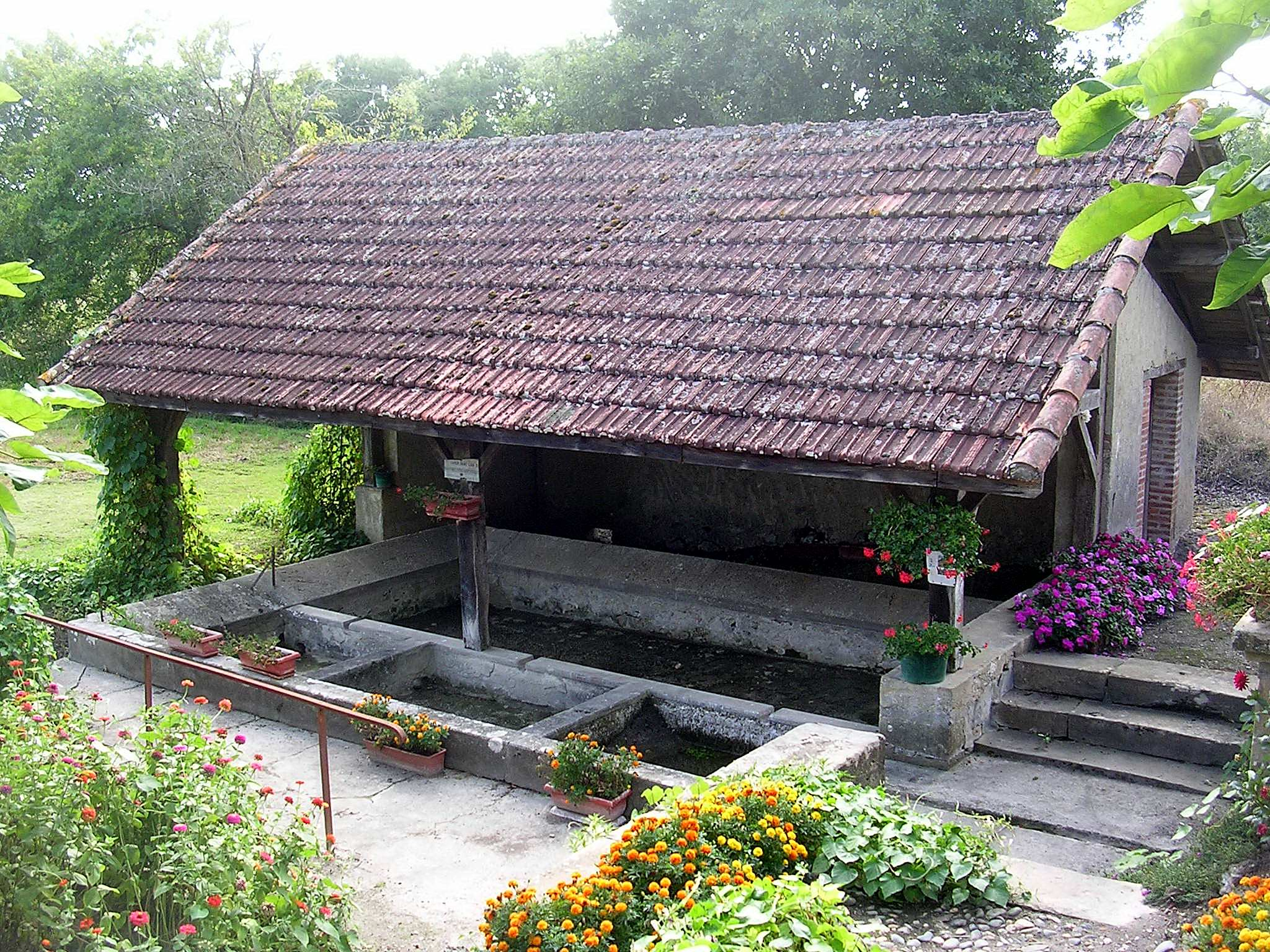
Lavoir Houn de Loc.
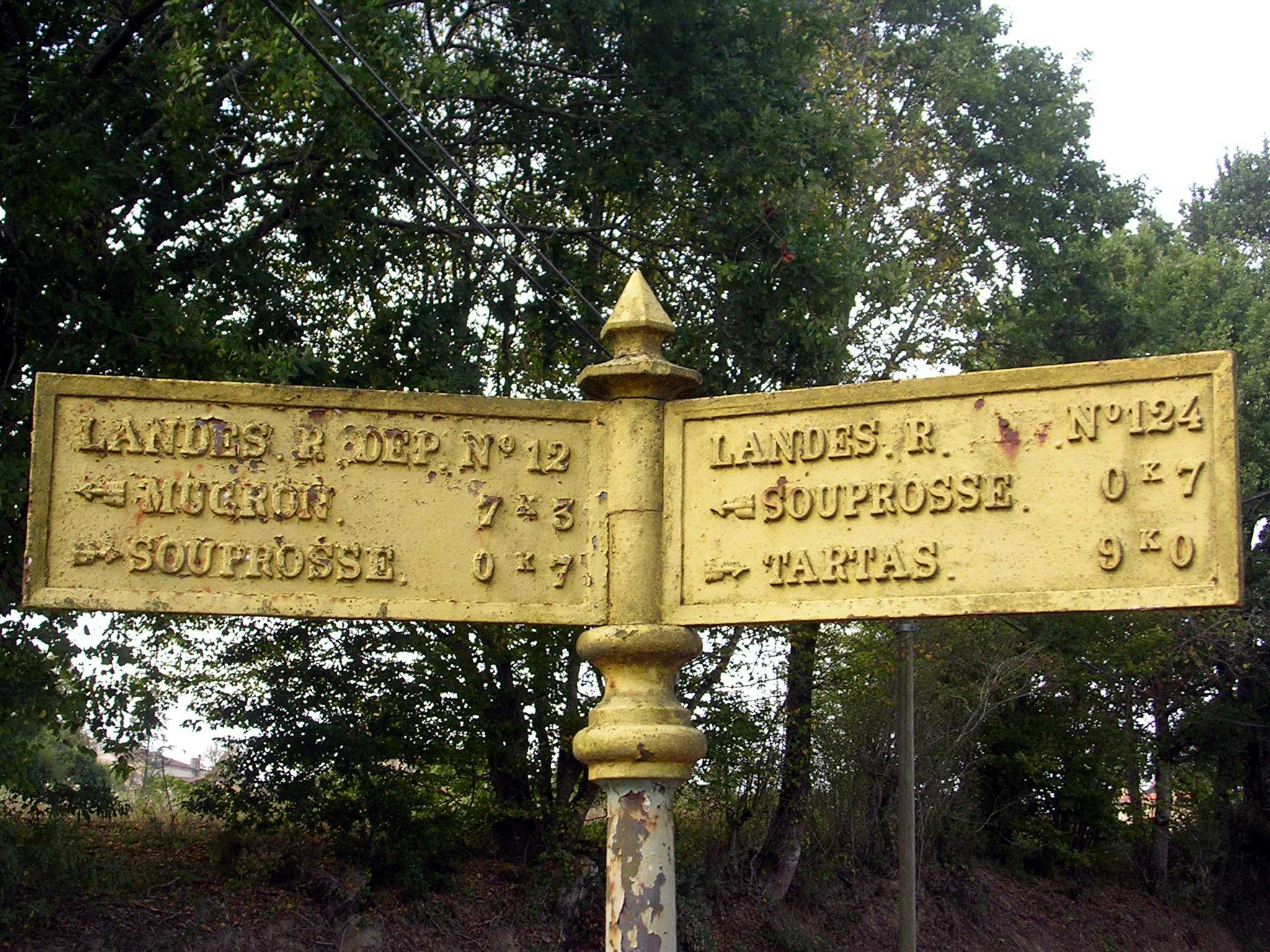
Ancienne panneau RN 124 et RD 12.

## Personnalités liées à la commune
- C'est à Souprosse en 1947 que Roger Latapy a créé une ganadería (élevage) de vaches landaises afin de pouvoir organiser des courses landaises, tradition taurine encore très vivace dans les villages gascons.
- Robert Dupérier (1896-?), haut fonctionnaire et préfet.